# Éliás, Tóbiás
Az Éliás, Tóbiás kezdetű magyar népdalt Sándor Emma (Kodály Zoltán felesége) gyűjtötte 1918-ban a Zala vármegyei Sümegen.
Feldolgozás:
| Szerző        | Mire                | Mű                           |
| ------------- | ------------------- | ---------------------------- |
| Viski János   | ének, zongora       | Pianoforte II., 7. dal       |
| Ludvig József | ének, gitárakkordok | Kis kacsa fürdik…, 25. oldal |

## Kotta és dallam
Éliás, Tóbiás, egy tál dödölle, ettél belőle,

kertbe mentek a tyúkok, mind megették a magot.
A dödölle kukorica- vagy búzaliszttel sűrített főtt burgonyapép, túróval, tejföllel vagy hagymás zsírral ízesítve.

## Felvételek
- Óvis dalok: Éliás, Tóbiás. Leőwey Klára Gimnázium Kodály kórusa, vezényel Andor Ilona  YouTube (2012. január 20.)  (Hozzáférés: 2016. augusztus 5.) (audió)
- A palacsintás király. Móricz Zsigmond Színház  YouTube (2016. március 5.)  (Hozzáférés: 2016. augusztus 5.) (videó) 2:58-tól.